# 四恵車両基地
座標: 北緯39度54分45秒 東経116度29分15秒 / 北緯39.91250度 東経116.48750度
四恵車両基地(しけいしゃりょうきち、スーフイしゃりょうきち)は、中華人民共和国北京市朝陽区に位置する北京地下鉄の車両基地。面積は43ヘクタール。1号線車両(DKZ4型)が所属している。四恵駅と四恵東駅の間に出入庫線がある。1999年に営業を開始した。